# Melchersberg
Melchersberg ist ein Weiler des Ortsteils Rabenäußig der Gemeinde Frankenblick im Landkreis Sonneberg in Thüringen.

## Lage
Melchersberg liegt westlich von Rabenäußig nur wenige hundert Meter entfernt. Es befindet sich in dem von der Kreisstraße 11 geschaffenen Geländesack in kupierten Gelände und umgeben von Streuobstwiesen. Vom Weiler hat man einen Blick in die fränkische Ferne.

## Geschichte
Melchenberg wurde 1552 erstmals urkundlich genannt. Die im Spätmittelalter gebildete Siedlung ist wohl jünger als die anderen Ortsteile. Mit Waldarbeit und Mergelsteinpicken und der Spielwarenherstellung verdienten sie den Lebensunterhalt.